# À Sirga
À Sirga. Publicação de crítica e literatura war eine portugiesische Literaturzeitschrift.
Sie erschien erstmals am 15. Januar 1916 in Coimbra in der Tipografia Carvalho. Redakteur des Blatts war der Student Roque Martins. Bis zum 1. April 1916 gingen vier Ausgaben in den Druck.